# Seo Hee Ham
Seo Hee Ham  (coreano: 함서희; Gangwon, 8 de março de 1987) é uma lutadora de artes marciais mistas sul-coreana. Já foi campeã peso-átomo do Road FC e já competiu no Peso-palha do Ultimate Fighting Championship. Atualmente luta no ONE Championship.

## Cartel no MMA
| Cartel no MMA   |             |            |
| 24 lutas        | 16 vitórias | 8 derrotas |
| Por nocaute     | 0           | 1          |
| Por finalização | 2           | 2          |
| Por decisão     | 14          | 5          |

| Res.    | Cartel | Oponente          | Método                            | Evento                                      | Data       | Round | Tempo | Local             | Notas                                                           |
| ------- | ------ | ----------------- | --------------------------------- | ------------------------------------------- | ---------- | ----- | ----- | ----------------- | --------------------------------------------------------------- |
| Derrota | 17-8   | Danielle Taylor   | Decisão (dividida)                | UFC Fight Night: Whittaker vs. Brunson      | 27/11/2016 | 3     | 5:00  | Melbourne         |                                                                 |
| Derrota | 17-7   | Bec Rawlings      | Decisão (unânime)                 | UFC Fight Night: Hunt vs. Mir               | 20/03/2016 | 3     | 5:00  | Brisbane          |                                                                 |
| Vitória | 17-6   | Cortney Casey     | Decisão (unânime)                 | UFC Fight Night: Henderson vs. Masvidal     | 28/11/2015 | 3     | 5:00  | Seul              | Luta da Noite.                                                  |
| Derrota | 16-6   | Joanne Calderwood | Decisão (unânime)                 | The Ultimate Fighter 20 Finale              | 12/12/2014 | 3     | 5:00  | Las Vegas, Nevada | Retorno ao peso-palha.                                          |
| Vitória | 16-5   | Saori Ishioka     | Finalização (armlock)             | Deep Jewels 6                               | 03/11/2014 | 2     | 2:43  | Tóquio            | Defendeu o Deep Jewels Featherweight (106 lbs) Championship     |
| Vitória | 15-5   | Alyona Rassohyna  | Decisão (unânime)                 | Road FC 18                                  | 30/08/2014 | 2     | 5:00  | Seul              |                                                                 |
| Vitória | 14-5   | Shino VanHoose    | Decisão (unânime)                 | Road FC - Korea 3: Korea vs. Brazil         | 06/04/2014 | 2     | 5:00  | Seul              |                                                                 |
| Vitória | 13-5   | Sadae Numata      | Decisão (unânime)                 | Deep Jewels 2                               | 04/11/2013 | 3     | 5:00  | Tóquio            |                                                                 |
| Vitória | 12-5   | Naho Sugiyama     | Decisão (unânime)                 | Jewels 24th Ring                            | 25/05/2013 | 3     | 5:00  | Tóquio            |                                                                 |
| Vitória | 11-5   | Ryo Mizunami      | Finalização (armlock)             | Gladiator: Dream, Power and Hope            | 21/04/2013 | 1     | 1:05  | Sapporo           | Defendeu o CMA/KPW Women's Lightweight Championship.            |
| Derrota | 10-5   | Ayaka Hamasaki    | Nocaute técnico (corner stoppage) | Jewels 17th Ring                            | 17/12/2011 | 1     | 5:00  | Tóquio            | Pelo Jewels Lightweight (115 lbs) Queen Championship.           |
| Vitória | 10-4   | Mei Yamaguchi     | Decisão (unânime)                 | Jewels 15th Ring                            | 09/07/2011 | 2     | 5:00  | Tóquio            |                                                                 |
| Vitória | 9-4    | Anna Saito        | Decisão (unânime)                 | Gladiator 15: GI 2                          | 06/03/2011 | 2     | 5:00  | Kawasaki          | Defendeu o CMA/KPW Women's Lightweight Championship.            |
| Vitória | 8-4    | Saori Ishioka     | Decisão (unânime)                 | Deep: 52 Impact                             | 25/02/2011 | 2     | 5:00  | Tóquio            |                                                                 |
| Derrota | 7-4    | Ayaka Hamasaki    | Decisão (unânime)                 | Jewels 11th Ring                            | 17/12/2010 | 2     | 5:00  | Tóquio            | Final do Jewels Lightweight (115 lbs) Queen Tournament.         |
| Vitória | 7-3    | Mika Nagano       | Decisão (dividida)                | Jewels 11th Ring                            | 17/12/2010 | 2     | 5:00  | Tóquio            | Segundo round do Jewels Lightweight (115 lbs) Queen Tournament. |
| Vitória | 6-3    | Mai Ichii         | Decisão (unânime)                 | Jewels 9th Ring                             | 31/07/2010 | 2     | 5:00  | Tóquio            | Abertura do Jewels Lightweight (115 lbs) Queen Tournament.      |
| Vitória | 5-3    | Misaki Takimoto   | Decisão (unânime)                 | Jewels: 5th Ring                            | 13/09/2009 | 2     | 5:00  | Tóquio            |                                                                 |
| Derrota | 4-3    | Megumi Fujii      | Finalização (armlock)             | Smackgirl - World ReMix Tournament 2008     | 25/04/2008 | 1     | 3:39  | Tóquio            | Semi-final do torneio.                                          |
| Vitória | 4-2    | Saori Ishioka     | Decisão (unânime)                 | Smackgirl - World ReMix Tournament 2008     | 14/02/2008 | 2     | 5:00  | Tóquio            | Quartas de final do torneio.                                    |
| Derrota | 3-2    | Yuka Tsuji        | Decisão (unânime)                 | Smackgirl 7th Anniversary: Starting Over    | 26/12/2007 | 3     | 5:00  | Tóquio            | Pelo Smackgirl Lightweight Championship.                        |
| Vitória | 3-1    | Amantiva Golbahar | Finalização (mata-leão)           | X - Impact World Cup                        | 20/10/2007 | 1     | 0:10  | Suwon             |                                                                 |
| Vitória | 2-1    | Ayumi Saito       | Decisão (unânime)                 | Smackgirl 2007: Queens' Hottest Summer      | 06/09/2007 | 2     | 5:00  | Tóquio            |                                                                 |
| Derrota | 1-1    | Miku Matsumoto    | Finalização (triângulo)           | Deep: clubDeep Toyama: Barbarian Festival 6 | 13/05/2007 | 2     | 3:44  | Toyama            |                                                                 |
| Vitória | 1-0    | Hisae Watanabe    | Decisão (unânime)                 | Deep: 28 Impact                             | 16/02/2007 | 2     | 5:00  | Tóquio            |                                                                 |